# Pseudaulonium titschacki
Pseudaulonium titschacki is een keversoort uit de familie somberkevers (Zopheridae). De wetenschappelijke naam van de soort werd in 1954 gepubliceerd door Heinze.